# 埼玉都民
埼玉都民（さいたまとみん）とは、埼玉県民の中でも、埼玉県から東京都区部に通勤・通学する者を指す俗語。

## 定義

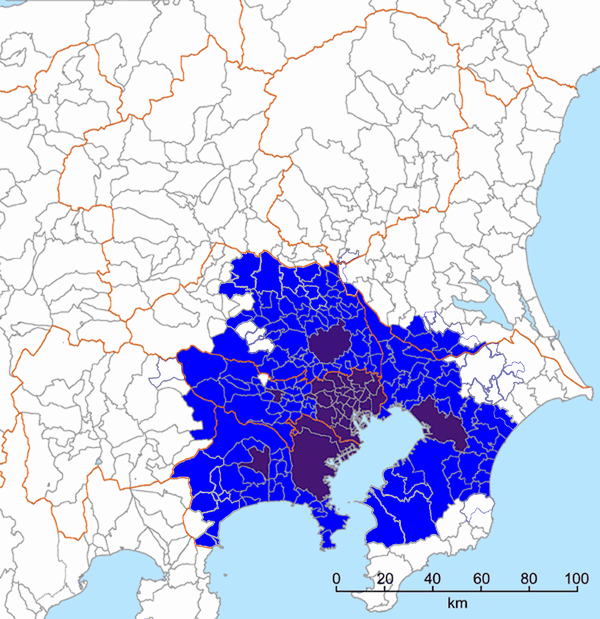
都市雇用圏における東京都市圏。ただし、この図には2次郊外に含まれる市町村もあることに留意。

埼玉県民の一部で、埼玉県の住居から東京特別区へ通勤・通学する者を指す。埼玉県は2015年の国勢調査による昼夜間人口比率が88.9%と日本で一番低く、関東地方で神奈川県に次いで2番目に多い93万人が東京都特別区部へ流入している。特にベッドタウンの性格が強い県南部（さいたま市、川口市、蕨市、所沢市、新座市、朝霞市、和光市、戸田市、草加市、八潮市、三郷市、吉川市など）においてその傾向が強い（後述する背景節も参照）。
また、JR東日本の宇都宮線・高崎線・上野東京ライン・湘南新宿ライン・埼京線・京浜東北線、東武鉄道の伊勢崎線（東武スカイツリーライン）・日光線・東上線といった鉄道路線の整備により、県北東部、とりわけ東京都心からの距離が比較的距離のある利根地域からも東京特別区へ通勤・通学する流れが強い。例えば旧北葛飾郡栗橋町でも県庁所在地であるさいたま市よりも東京特別区へ通勤・通学する割合が高い。また、荒川以西に位置する東武東上線や西武池袋線などの沿線地域はさいたま市より、東京の池袋の方がアクセスしやすい状況にある。
さらには上越新幹線の開業とその後の新幹線通勤の増加で、県北西部の中心都市である熊谷市でさえ東京都心に通勤・通学する県民も少なからずいる。

## 背景
埼玉県は東京都に隣接しており、東京都に通勤しやすく、また、東京特別区に比べ地価・家賃が安いという利点もある。また、2014年から2021年現在まで連続して、東京都に対して埼玉県が転入超過数1位となっている。歴史的観点からは、現在の埼玉県に該当する地域は、現在の島嶼部を除く東京都や神奈川県の川崎市や横浜市にほぼ該当する地域と共に江戸時代まで令制国の武蔵国を形成していた。
埼玉県内の鉄道路線は、東京方面へ直行する路線網（京浜東北線、埼京線、宇都宮線、高崎線、武蔵野線、東武伊勢崎線、東武日光線、東武東上線、西武池袋線、西武新宿線、つくばエクスプレス、埼玉高速鉄道など）が発達し、県内移動のための東西交通よりも東京にアクセスする南北交通が至便となった。高度経済成長期以降、このような南北間鉄道交通網整備を背景として、埼玉県では東京都特別区に近い南東部を中心に宅地化が急速に進行し、「住居は埼玉県にあっても東京都区内に通勤・通学する」というライフスタイルを持つ新住民が急増した。彼らの多くは地方から新規に流入した住民であること、東京に通勤・通学する者が多いことから、一般に埼玉県に対する郷土意識は低い傾向にあるといわれ、政治についても無党派層が多い。また、特に東京都豊島区の池袋駅は埼京線・湘南新宿ライン・西武池袋線・東武東上線といった埼玉県方面から伸びる路線が多く集まる東京屈指のターミナル駅であり、さらに周辺は東京有数の巨大繁華街であることから、埼玉都民の、特に荒川以西の市町村からの通勤・通学・買い物利用客が非常に多い。
| 市町村   | 割合  | 市町村     | 割合  |
| -------- | ----- | ---------- | ----- |
| 和光市   | 49.3% | 蕨市       | 37.6% |
| 朝霞市   | 35.8% | 戸田市     | 35.6% |
| 草加市   | 34.3% | 志木市     | 32.8% |
| 川口市   | 32.8% | 八潮市     | 32.4% |
| 新座市   | 29.8% | 富士見市   | 27.3% |
| 三郷市   | 26.6% | さいたま市 | 25.0% |
| 所沢市   | 23.6% | ふじみ野市 | 23.5% |
| 越谷市   | 24.4% | 三芳町     | 21.1% |
| 蓮田市   | 18.1% | 白岡市     | 17.7% |
| 上尾市   | 16.8% | 春日部市   | 16.8% |
| 吉川市   | 16.8% | 桶川市     | 15.8% |
| 宮代町   | 15.5% | 川越市     | 15.1% |
| 北本市   | 14.2% | 入間市     | 13.8% |
| 狭山市   | 13.1% | 久喜市     | 12.9% |
| 鶴ヶ島市 | 12.6% | 杉戸町     | 12.3% |
| 鴻巣市   | 12.2% | 松伏町     | 11.7% |
| 幸手市   | 11.1% | 飯能市     | 10.5% |
| 伊奈町   | 10.5% | 坂戸市     | 10.4% |
| 鳩山町   | 9.3%  | 東松山市   | 8.0%  |
| 滑川町   | 7.8%  | 小川町     | 6.8%  |
| 加須市   | 6.8%  | 嵐山町     | 6.1%  |
| 熊谷市   | 6.1%  | 日高市     | 6.0%  |
| 毛呂山町 | 5.7%  | 吉見町     | 5.7%  |
| 川島町   | 5.5%  | 行田市     | 5.2%  |

## 埼玉県領事館
平日の昼間に東京へ出ている県民の利便性を図るため、埼玉県は1996年10月16日に埼玉県情報センター新宿（ニックネーム：埼玉県領事館、埼玉領事館）を新宿エルタワー地下1階に開設した。ここでは当時県の事務であった旅券の発給や、県内市町村から辞令交付を受けた職員による住民票の写しの交付請求の受付（交付は市町村から郵送）等を行い、1998年7月1日からは戸籍謄本・抄本の交付請求の受付（交付は市町村から郵送）も行っていたが、2005年3月31日に廃止された。